# Giovanni Battista de Aquena
Giovanni Battista de Aquena (1576–1615) foi um prelado católico romano que serviu como bispo de Bosa (1613–1615).

## Biografia
Giovanni Battista de Aquena nasceu em Sassari, na Itália, em 1576. No dia 18 de março de 1613, foi nomeado durante o papado de Paulo V como Bispo de Bosa. A 14 de abril de 1613, foi consagrado bispo por Giovanni Garzia Millini, Cardeal-presbítero de Santi Quattro Coronati com Marco Cornaro, Bispo de Pádua, e Alessandro Guidiccioni, Bispo de Lucca, servindo como co-consagradores. Battista de Aquena serviu como Bispo de Bosa até à sua morte em 1615.